# Подльодув (гміна Ульгівок)
Подльодув (пол. Podlodów; укр. Підльодів) — селище в Польщі, в Люблінському воєводстві Томашовського повіту, гміни Ульгувек. 
Населення — 86 осіб (2011).